# Dennis Grote
Dennis Grote, född 9 augusti 1986 i Kaiserslautern, är en tysk fotbollsspelare, som spelar som mittfältare för den tyska fotbollsklubben Preussen Münster. Han kom från VfL Bochum efter att hans kontrakt gick ut 2011.

## Internationell karriär
Dennis Grote gjorde sitt första mål för det tyska U21-landslaget mot Japans U21-landslag den 31 maj 2007
Han var uttagen till Tysklands U21-landslag i U21-EM 2009, men fick inte spela någon match under hela turneringen.